# Jean Pirotte (historien)
 (juillet 2011).
Si vous disposez d'ouvrages ou d'articles de référence ou si vous connaissez des sites web de qualité traitant du thème abordé ici, merci de compléter l'article en donnant les références utiles à sa vérifiabilité et en les liant à la section « Notes et références ».
Pour les articles homonymes, voir Jean Pirotte.
Jean Pirotte, né le 21 octobre 1940, est un professeur émérite et un historien belge de l'Université catholique de Louvain ainsi qu'un militant wallon.
Il est un historien des phénomènes religieux comme dans sa thèse de doctorat Périodiques missionnaires belges d'expression française, reflets de cinquante années d'évolution d'une mentalité, 1889-1940, Louvain, 1973, Évangélisation et culture non européennes : guide du chercheur en Belgique francophone1989 etc.
Il a dirigé de nombreux ouvrages comme ceux consacrés aux Wallons de Suède, à la bande dessinée wallonne dans le cadre de ses fonctions de directeur de la Fondation wallonne de Louvain-la-neuve.

## Biographie
Jean Pirotte est licencié de l'Université catholique de Louvain en 1964 pour un mémoire inédit intitulé Périodiques missionnaires belges d'expression française, reflets de préjugés sociaux et de préoccupations religieuses d'une époque 1889-1914. Essai d'analyse. Il obtient également une licence en histoire à l'Université de Strasbourg avec un mémoire intitulé Visages de l'Europe et négritude dans la poésie néo-africaine de langue française. Il obtient son doctorat en 1971 pour une thèse (inédite) intitulée Périodiques missionnaires belges d'expression française, reflets de cinquante années d'évolution d'une mentalité. 1889-1940 dont le promoteur est Roger Aubert.
Il est alors chargé de cours à l'UCL et titulaire du cours Histoire des doctrines missionnaires de 1971 à 2006 à la faculté de théologie de l'UCL. Il organise à Louvain en 1980 le colloque Stéréotypes nationaux et préjugés raciaux aux XIXe et XXe siècles. Sources et méthodes pour une approche historique.
Depuis 1982, il est membre du centre de recherches et d'échanges sur la diffusion et l'inculturation du christianisme (CRÉDIC) de Lyon, qu'il préside de 1996 à 1997. En 1983, il signe le Manifeste pour la culture wallonne. Depuis 1985 il est membre du centre Vincent Lebbe.
À partir de 1984 il est chargé du cours Recherches socio-religieuses à la faculté de philosophie et lettres de l'UCL, puis de 1985 à 2006 cotitulaire du cours Histoire de la Wallonie, spécialement de la Wallonie moderne et contemporaine. Il préside la Fondation wallonne Pierre-Marie et Jean-François Humblet depuis 1987.
De 1988 à 2003, il est membre du conseil d'administration de l'Institut Jules Destrée. En 1989, il est lauréat du Premio internazionale Paomla e Antonio Malipiero per la ricerca teologica pour sa thèse d'agrégation Images des vivants et des morts : la vision du monde propagée par l'imagerie de la dévotion dans le Namurois, 1840-1965, publiée en 1987,. 
En décembre 1989 il réalise avec Luc Courtois et Françoise Rosart l'exposition Femmes des années 80 : un siècle de condition féminine en Belgique, 1889-1989 ainsi que le colloque Femmes et pouvoirs : flux et reflux de l'émancipation féminine depuis un siècle. 
Il publie en 1989 avec Claude Soetens Évangélisation et cultures non européennes - Guide du chercheur en Belgique francophone,.
Il est responsable de l'unité d'histoire contemporaine à l'UCL de 1990 à 2005 et depuis 1990 membre de l'« Editorial Board » de la collection Studies in Christian Mission de Leyde. En 2004, il dirige un ouvrage collectif, Résistances à l'évangélisation. Interprétations historiques et enjeux théologiques,.
En 2005, il dirige un autre ouvrage collectif, Les conditions matérielles de la mission. Contraintes, dépassements et imaginaires XVIIe – XXe siècles, (coll. Mémoire d'Églises).

Dans une allocution prononcée le 17 novembre 2005 à Louvain-la-Neuve lors de la remise de son doctorat honoris causa à l'UCL, Pierre Nora déclarait son étonnement d'avoir vu exploiter en Wallonie sa notion de lieu de mémoire :
« Mais ce à quoi j'ai été le plus sensible, c'est à l'effort de Jean Pirotte pour enrichir et approfondir la problématique du lieu de mémoire. Il lui donne un socle à la fois culturel, anthropologique, et même biologique. Voilà la notion solidement ancrée dans son héritage judéo-chrétien. Plus lointainement, la voilà apparentée à ces pierres levées qui exprimaient, dans leur massivité interrogative et mystérieuse, une obscure maîtrise symbolique de l'espace. Rien de réductionniste dans une telle démarche, ni d'étroitement positiviste. Cette quête limitée aux repères purement locaux est l'occasion d'une plongée dans les profondeurs de l'inconscient collectif, dans l'analyse des manipulations orchestrées par le pouvoir, le tout magnifié par une amplification mythique et une réflexion profonde sur les rapports du mythe, tel qu'analysé par Lévi-Strauss et l'affirmation des identités collectives. Cet encadrement intellectuel et cet arrière-fond confortent puissamment à mes yeux le bien-fondé de la notion comme instrument d'analyse et d'intelligence du monde contemporain. »

En ce qui concerne son application à la Wallonie par Jean Pirotte, l'historien français poursuivait :
« De la nation à la région, il y avait un risque supplémentaire d'étroitesse et d'enfermement. Mais de la même façon, la recherche d'une mémoire wallonne à laquelle s'est attachée Jean Pirotte, échappe à la petitesse, à l'artificiel, au caractère militant, par le souci du comparatif, par le sens de la mesure et la vigilance critique. Le travail sur la mémoire n'a rien d'une aimable et frivole promenade dans le jardin du passé. Il concerne un des problèmes les plus graves et les plus pressants du monde contemporain, celui des voies et des moyens d'une indispensable transmission. Il réconcilie pour l'essentiel notre métier d'historien et notre fonction de citoyen. Décider de s'y consacrer, c'est être convaincu qu'aujourd'hui l'ouverture au monde extérieur exige la pleine maîtrise de notre héritage ; que la recherche de la communion passe par la culture de nos différences ; et l'accès à l'universel par l'approfondissement du particulier. »